# Kat Blaque
Kat Blaque (1990. szeptember 14. –) afrikai-amerikai, transznemű feminista, aktivista, vlogger, YouTube-személyiség és illusztrátor.

## Háttere
Blaque-t kiskorában örökbe fogadták, keresztény családban nőtt föl, és keresztény iskolába járt. Ötödik osztályban elment egy művészeti kiállításra, majd később a California Institue of Artson tanult. Elhatározta, hogy elvégzi ezt az iskolát és előtérbe helyezi a művészeti képességeit. Középiskolában Blaque kérdéseket kezdett feltenni a nemi identitása kapcsán, és genderqueerként kezdte azonosítani magát. A főiskolán még jobban kezdte felfedezni a nemi identitását és transzneműnek mondta magát. Blaque a California Institue of Arts (CAL Arts)-nál diplomázott 2012-ben.

## Karrier

### YouTube
Blaque 2010-ben kezdett vlogokat megosztani az életéről. Van egy heti sorozata, a True Tea, ahol a neki feltett kérdésekre válaszol a rasszizmus, a transzfóbia, a fekete kultúra és más témák kapcsán. Blaque egy podcast-ot is kiadott a True Tea-ből további kommentárokkal, amelyek elérhetőek az iTuneson.
Blaque megjelenik számos más youtuber videóiban, mint a BuzzFeed nemi névmásokról szóló videójában.

### Illusztráció
YouTube-csatornája fenntartása mellett Blaque gyerekkönyv-illusztrátor és animátor is. A CAL Arts-on csinált egy Heart Strings,című rövid animációs filmet. 2015-ben Blaque összeállt egy művésztársával és youtuberrel, Franchesca Ramsey-vel, hogy animálják Ramsey "Somethimes You're A Catepillar" című történetét. Ez a rövidfilm meg lett osztva számos oldalon, mint az Everyday Feminism, az Upworthy, a Mic, és a Music Television, csak hogy néhányt említsünk.

### Más vállalkozások
Blaque sok weboldalhoz járult hozzá, mint az Everyday Feminism és a Huffington Post Black Voices része. 2015-ben Blaque nyilvánosan beszélt egyetemeken, konferenciákon és egyezményeken. Részt vett egy tábla írásában, amelyen a 2015-ös Comic-Con transznemű résztvevői voltak. Ő volt az előadó az LMBTQA történelem hónap ünnepségén, a University of Toledo-ban.